# Rivalidad (Julio Romero de Torres)
Rivalidad es una obra del pintor simbolista español Julio Romero de Torres, nacido en Córdoba, Andalucía. Realizada en 1925, fue el cuadro que el pintor más valoró en sus seguros de transporte y la obra más cara vendida del pintor después de La Fuensanta en 2007. Mide 172 centímetros de alto por 140 centímetros de ancho. Desde marzo de 2025 se expone en el Museo Julio Romero de Torres.

## Representación
El cuadro representa a dos mujeres, a la izquierda Margarita Goudoun, una bailaora rusa muy célebre en el Madrid de la década de 1920, y a la derecha la modelo profesional francesa Asunción Vouet, que ya había posado para el pintor en los cuadros Naranjas y limones y Cante hondo. Según Mercedes Valverde, las dos mujeres se disputan a un hombre, que únicamente está presente con un sombrero cordobés entre ambas. El sombrero se encuentra boca arriba que, según la simbología taurina tan presente en la obra de Romero de Torres, es símbolo de mal augurio. Este sombrero existió y perteneció al pintor, fue realizado en Milán por Borsalino y actualmente se encuentra en el Museo Julio Romero de Torres. Al fondo se encuentra la iglesia de San Lorenzo de Córdoba con nubes de tormenta.

## Historia
La obra fue pintada por Romero de Torres en 1925, tal y como se puede apreciar en un documental grabado por Fox, en su estudio de Madrid, en el Palacio Longoria (actualmente la sede de la SGAE). En el video se aprecia cómo Romero de Torres está corrigiendo la postura de Margarita Goudoun, a pesar de que la obra está prácticamente acabada y con marco.
En 1930 participó en la Casa de Córdoba en la Exposición Iberoamericana de Sevilla y fue la obra que adquirió el seguro más alto: 25.000 pesetas. La exposición fue inaugurada el 17 de febrero de 1930 y al poco tiempo, Rivalidad fue adquirida por el médico argentino Arturo Uriarte, un facultativo coleccionista de arte. El monarca Alfonso XIII, quien visitó la exposición el 7 de mayo junto a su hermano Enrique Romero (Julio estaba muy enfermo y falleció una semana después), lamentó que las obras abandonaran España. Tras el fallecimiento de Arturo Uriarte en 1941, la obra quedó depositada en el Museo Nacional de Bellas Artes de Argentina con otros dos cuadros del pintor cordobés.
Tras finalizar el depósito de cincuenta años del museo, Rivalidad se subastó en 2002 en Sotheby's en Londres junto a la obra La consagración de la copla también de Julio Romero de Torres, y ambos cuadros fueron adquiridos por el grupo empresarial PRASA por un precio de 872.000 euros cada uno, la cifra más alta tras La Fuensanta en 2007. Desde entonces la obra ha permanecido en la sede de la empresa en Córdoba. El 15 de octubre de 2020 se subastó el cuadro Las dos sendas, también propiedad del grupo empresarial PRASA, en la casa Christie's de Nueva York y la obra fue adjudicada por 405.000 euros a un comprador desconocido. Este hecho produjo que en septiembre de 2021 la Junta de Andalucía declarara tanto La consagración de la copla como Rivalidad, ambas propiedad de PRASA, como Bien de Interés Cultural para evitar que abandonaran España. Finalmente, el Ayuntamiento de Córdoba adquirió la obra a comienzos de 2025 por un precio de 700.000 euros y pasó a ser exhibida en el Museo Julio Romero de Torres en marzo del mismo año.